# Svensk adelskalender
Svensk adelskalender var en adelskalender över svensk adel som gavs ut 1898–1905 samt ett nytt försök med Ny svensk adelskalender som gavs ut 1909, i konkurrens med den äldre Sveriges Ridderskaps och Adels kalender. Bakom denna stod inledningsvis Karl K:son Leijonhufvud som började utge den 1898 (1:a årgången för år 1899). Utgivningen fortsatte till 1905 (för år 1906). Den fortsattes av Ny svensk adelskalender som dock bara utkom med en årgång, 1909 (för 1910) utgiven av Carl Magnus Stenbock.